# Список потерь Ми-8 и его модификаций (1980 год)
Список потерянных Ми-8 всех модификаций (включая Ми-9, -14, -17, -18, -19, -171 и -172) составлен по данным из открытых источников и учитывает только авиационные происшествия или воздействие внешних сил, приведшие к утрате вертолёта или его списанию вследствие полученных повреждений.
Список не полный и не окончательный.

## Список аварий и катастроф
Зелёным цветом выделены потери при применении в вооружённых конфликтах, в том числе в контртеррористических операциях.
| № п/п | Дата     | Модификация / Бортовой номер | Место                                                            | Жертвы / На борту | Краткое описание |
| ----- | -------- | ---------------------------- | ---------------------------------------------------------------- | ----------------- | --- |
| 1     | (?)      | Ми-8Т н.д.                   | н.д.                                                             | 0/н.д.            | Вертолёт 292-го овп. Командир экипажа М. В. Громов. |
| 2     | (?)      | Ми-8Т н.д.                   | район Джелалабада                                                | 0/н.д.            | Вертолёт 292-го овп. Командир экипажа Анатолий Верёвкин. |
| 3     | (?)      | Ми-8Т н.д.                   | район Джелалабада                                                | 0/н.д.            | Вертолёт 292-го овп. Командир экипажа Комар. |
| 4     | (?)      | Ми-8Т н.д.                   | н.д.                                                             | 0/н.д.            | Вертолёт 50-го осап. Командир экипажа капитан Сапега. Повреждён огнём с земли и разбился при выполнении вынужденной посадки. |
| 5     | 3 янв.   | Ми-8Т н.д.                   | близ Файзабада                                                   | 4/4               | Вертолёт ВВС ДРА. Совершал перелёт из Кундуза в окруженный моджахедами Файзабад. Сбит из стрелкового оружия при подлёте к конечной цели, экипаж и пассажир погибли. |
| 6     | 9 янв.   | Ми-8Т н.д.                   | близ Ишкашима                                                    | 0/3               | Вертолёт 181-го овп. Получил повреждение от обстрела из стрелкового оружия. Совершил вынужденную посадку недалеко от позиций противника, экипаж был эвакуирован. |
| 7     | 23 февр. | Ми-8Т н.д.                   | ущелье Дарай-Сабз                                                | 1/н.д.            | Вертолёт погранвойск. Был подбит во время высадки десанта, погиб один из десантников. Экипаж и остальных пассажиров эвакуировали. |
| 8     | 7 марта  | Ми-8Т н.д.                   | близ Герата                                                      | 3/3               | Вертолёт совершал перегоночный полёт, вылетев из Цхинвали, с экипажем 292-го овп для передачи ВВС ДРА. При пересечении горного хребта в районе Герата отказал один из двигателей. При попытке совершить аварийную посадку машина разбилась, два члена экипажа (майор В. И. Морозов и ст. лейтенант В. Н. Подлобошников) погибли на месте. Третий (ст. лейтенант А. С. Борщевицкий) — скончался через три дня в госпитале. |
| 9     | 17 марта | Ми-8 СССР-22346              | Армянская ССР, вулкан Севкатар                                   | 11/11             | Причиной катастрофы вертолёта явилось его непредвиденное попадание в условия штормовой турбулентности при взлёте с высокогорной площадки со сложным рельефом. |
| 10    | 24 марта | Ми-8Т н.д.                   | близ Асадабада                                                   | 4/7               | Вертолёт 280-го овп. Экипаж допустил ошибку при заходе на посадку и вертолёт упал в ущелье. Все пассажиры погибли. |
| 11    | 30 марта | Ми-8Т н.д.                   | в районе Файзабада                                               | 0/н.д.            | Вертолёт 181-го овп. Во время высадки десанта был подбит из ДШК, начался пожар. Экипажу удалось посадить машину и покинуть её, после чего вертолёт взорвался. Несмотря на ожесточённый бой все люди с разбившегося вертолёта были эвакуированы. |
| 12    | 9 апр.   | Ми-8Т н.д.                   | Кандагар                                                         | 9/10              | Вертолёт 280-го овп. Экипаж допустил ошибку, заложив крутой вираж сразу после взлёта и не набрав скорости. Погибли все пассажиры (десантная группа) и два члена экипажа. Выжить удалось второму пилоту В. Семёнову, который был не пристёгнут и его при ударе выбросило из кабины через лобовое стекло блистера. |
| 13    | 24 мая   | Ми-8 СССР-25870              | Тюменская область, 8,5 км северо-восточнее Тобольска             | 6/6               | Во время перегоночного полёта после капитального ремонта произошла потеря управляемости из-за разрушения деталей редуктора рулевого винта. Причиной послужило отсутствие смазки, которую не залили работники завода, и невыполнение контроля со стороны экипажа, что не позволило своевременно выявить неисправность. |
| 14    | 29 мая   | Ми-8Т н.д.                   | близ Асадабада                                                   | 0/3               | Вертолёт 50-го осап. Выполнял огневую поддержку наземных войск, получил попадание из стрелкового оружия в правый двигатель и загорелся. Разрушился во время аварийной посадки, экипаж успел покинуть машину и был эвакуирован. |
| 15    | 12 июня  | Ми-8Т н.д.                   | близ Газни                                                       | 3/3               | Вертолёт 50-го осап. Во время посадки для эвакуации раненных был подбит из ДШК в хвостовую балку, потерял управление и разбился. Экипаж погиб. |
| 16    | 20 июля  | Ми-8 н.д.                    | провинция Кунар                                                  | 0/3               | Обстрелян при заходе на посадку, вертолёт сгорел. Экипаж успел покинуть машину. |
| 17    | 23 июля  | Ми-8Т н.д.                   | 130 км юго-восточнее Кандагара                                   | 5/5               | Вертолёт 280-го овп. Во время участия в десантной операции совершал бомбовый удар по позициям противника, после экипаж пренебрёг обходным манёвром при уходе от цели и попал под огонь с земли. От полученных повреждений загорелся и упал, все находящиеся на борту погибли. |
| 18    | 29 июля  | Ми-8Т СССР-22371             | Иркутская область, Бодайбинский район, Усть-Урях                 | 1/8               | При заходе на посадку в гористой местности экипаж из-за небрежности допустил многочисленные нарушения правил производства полётов и не учёл влияние погодных условий. Заходя на посадочную площадку с попутно-боковым ветром в процессе гашения скорости вертолёт начал самопроизвольное снижение. При попытке парировать снижение КВС увеличил общий шаг несущего винта и перезатяжелил его. Машина совершила грубое приземление на склон горы и, перемещаясь по нему, начала разрушаться. КВС погиб, второй пилот и бортмеханик получили ранения, пассажиры не пострадали. Вертолёт полностью сгорел. |
| 19    | 30 июля  | Ми-8Т н.д.                   | уезд Мукур                                                       | 0/3               | Вертолёт 280-го овп. Находясь на высоте 700 метров вертолёт получил прямое попадание очереди ДШК, в результате чего был пробит топливный бак и на борту возник пожар. После вынужденной посадки экипаж покинул машину, вертолёт сгорел. |
| 20    | 16 авг.  | Ми-8 СССР-22529              | Якутская АССР, близ Олёкминска                                   | 3/15              | При подлёте к Олёкминску остановились двигатели из-за выработки топлива. Экипаж имел малый навык в посадке на авторотации, вертолёт совершил грубую посадку. Погибли второй пилот и два пассажира. |
| 21    | 30 авг.  | Ми-8Т н.д.                   | 68 км от Мазари-Шарифа                                           | 0/н.д.            | Вертолёт 373-го тап ВВС ДРА. Экипаж потерял ориентацию в песчаной буре и сбился с курса. По выработке топлива попытался совершить аварийную посадку, задел песчаную дюну и завалился на борт. Экипаж и пассажиры 9 часов пешком добирались до ближайшей советской воинской части. |
| 22    | 12 сент. | Ми-8Т н.д.                   | н.д.                                                             | 0/н.д.            | Вертолёт 373-го тап ВВС ДРА. Экипаж совершал посадку на высокогорную площадку, не учёл направление ветра и потерпел аварию. Машина перевернулась и загорелась, экипаж получил различные травмы, но все остались живы. |
| 23    | 25 сент. | Ми-8Т 10421                  | близ Надьважона                                                  | 0/н.д.            | Вертолёт ВВС Венгерской Народной Республики. В полёте на борту возник пожар. После вынужденной посадки и эвакуации людей машина полностью сгорела. |
| 24    | 6 окт.   | Ми-8Т н.д.                   | близ Пули-Хумри                                                  | 3/4               | Вертолёт 181-го овп. Подбит в районе города Пули-Хумри, совершил вынужденную посадку и загорелся. Из горящего вертолёта всех вытаскивал штурман ст. лейтенант Н. Н. Кузнецов и, обгоревший сам, помогал нести носилки подоспевшим на помощь пехотинцам. Погиб находившийся на борту старший авиамеханик прапорщик В. Пинских. Борттехник ст. лейтенант А. К. Агакишиев и штурман Н. Н. Кузнецов умерли от ожогов через несколько дней в госпитале. В живых остался только один командир экипажа капитан С. Ушаков.                                                                                      |
| 25    | 23 окт.  | Ми-8 СССР-25270              | Томская область, Каргасокский район, 83 км южнее Нового Васюгана | 1/4               | Во время перевози груза (цилиндрическая ёмкость с маслом) на внешней подвеске при метеоусловиях ниже разрешённого минимума экипаж допустил раскачку груза. Последующие неграмотные действия экипажа привели к падению машины в лес. Погиб пассажир-стропальщик, члены экипажа получили травмы различной степени тяжести. Место катастрофы и выжившие были обнаружены с воздуха спустя два дня 25 октября. |
| 26    | 26 окт.  | Ми-8 СССР-25961              | Сахалинская область, Ногликский район, 17 км от села Комрво      | 3/3               | Ошибка экипажа при полёте в условиях плохой видимости. |
| 27    | 12 дек.  | Ми-8Т н.д.                   | н.д.                                                             | 0/н.д.            | Вертолёт ВВС ДРА. Уничтожен на земле выстрелом из РПГ во время ночного боя. |